# Wii U
Wii U是任天堂繼Wii之後所推出的家用遊戲主機，是Wii的後繼機種。於2011年6月7日首次公佈，开发代號為「Project Café」。
Wii U於2012年11月18日在北美最先发售，提供兩款套裝選擇，分別為標準版套裝，售價為299.99美元（內置8GB快閃記憶體）及豪華版套裝，售價為349.99美元（內置32GB快閃記憶體）；2012年12月8日在日本發售，同样提供兩款套裝選擇，分別為標準版套裝，售價為26,250日圓（內置8GB快閃記憶體）及豪華版套裝，售價為31,500日圓（內置32GB快閃記憶體）。除此之外，Wii U亦有先後在墨西哥、南非、歐盟、澳大利亞、巴西等國家和地區推出。
Wii U是任天堂历史上第一部支持解析度1080p的家用遊戲主機，它配有2GB的RAM并将一半用于Wii U的操作系统。 Wii U控制器（Wii U GamePad）是該遊戲機最主要的控制器，搭配了液晶显示器並帶有觸控功能，集合了傳統遊戲控制器和平板電腦的特點。除了拓展遊戲上的玩法之外，亦可讓玩家在電視上播放其他內容時，仍能利用控制器繼續遊戲。作為Wii的後繼機種，Wii U可以完全向下相容所有Wii上的遊戲和大多數配件，不過在畫質輸出上仍舊為480p，並且必須搭配Wii遙控器進行遊戲。
由於和競爭對手同期所推出的遊戲機相比缺乏第三方遊戲廠商的支持，致使Wii U在遊戲陣容上呈現不足，這導致了Wii U在市場上的表現不佳。Wii U在生命週期中的銷量僅有大約1,356萬，遠遜於前一代主機Wii（Wii的銷量超過1億）。隨著2016年10月任天堂宣佈下一代遊戲主機任天堂Switch即將推出，同年11月，任天堂率先在日本宣布將停產Wii U，並將資源開發集中在任天堂Switch上。2017年1月31日，任天堂宣布正式在全球停產Wii U，而Wii U也成為了任天堂歷史上生命週期第三短的電子遊戲機（第二是Panasonic Q，第一是Virtual Boy）。

## 主機歷史
Wii U主機最早在2008年開始規劃， 在任天堂了解Wii面臨的一些限制和挑戰之後，例如Wii在市場大眾認知的印象中是主要面向「輕度」玩家而設計的主機。任天堂要由Wii U來吸引「核心」玩家。遊戲設計者宮本茂认为Wii在高畫質影像和網路連線能力有所缺乏，讓Wii的遊戲畫面無法充分表現。因此任天堂決定新主機必須要有重大的架構性改進。
對於新主機的想法，在任天堂內部中有著許多不同的意見，而整個計畫曾經過多次的重新來過或大幅修改。控制器內建觸控螢幕的構想原始是來自Wii主機上用來提示新訊息的藍色指示燈。宮本茂和他的團隊想要用尺寸較小的螢幕來向玩家提供遊戲的回饋資訊和提示訊息。在開發後期，這個構想獲擴展成一個可以顯示完整遊戲內容的螢幕，同樣的構想在開發前期就已提出，但當時因預算的考量而作罷。

Wii U控制器在2011 E3首次公開的早期版本。

## 硬體
在2012年9月13日的任天堂直面會影片中，任天堂宣布Wii U在發售時將會推出黑白兩種顏色。白色版本內建8 GB快閃記憶體的儲存空間，在日本和PAL區稱為「Basic Pack」，在北美洲則稱為「Basic Set」。黑色版本則內建32 GB的快閃記憶體，在日本和PAL區稱為「Premium Pack」，在北美洲則稱為「Deluxe Set」。日本在2013年7月13日推出了白色版本的Premium Pack主機。

### 主機

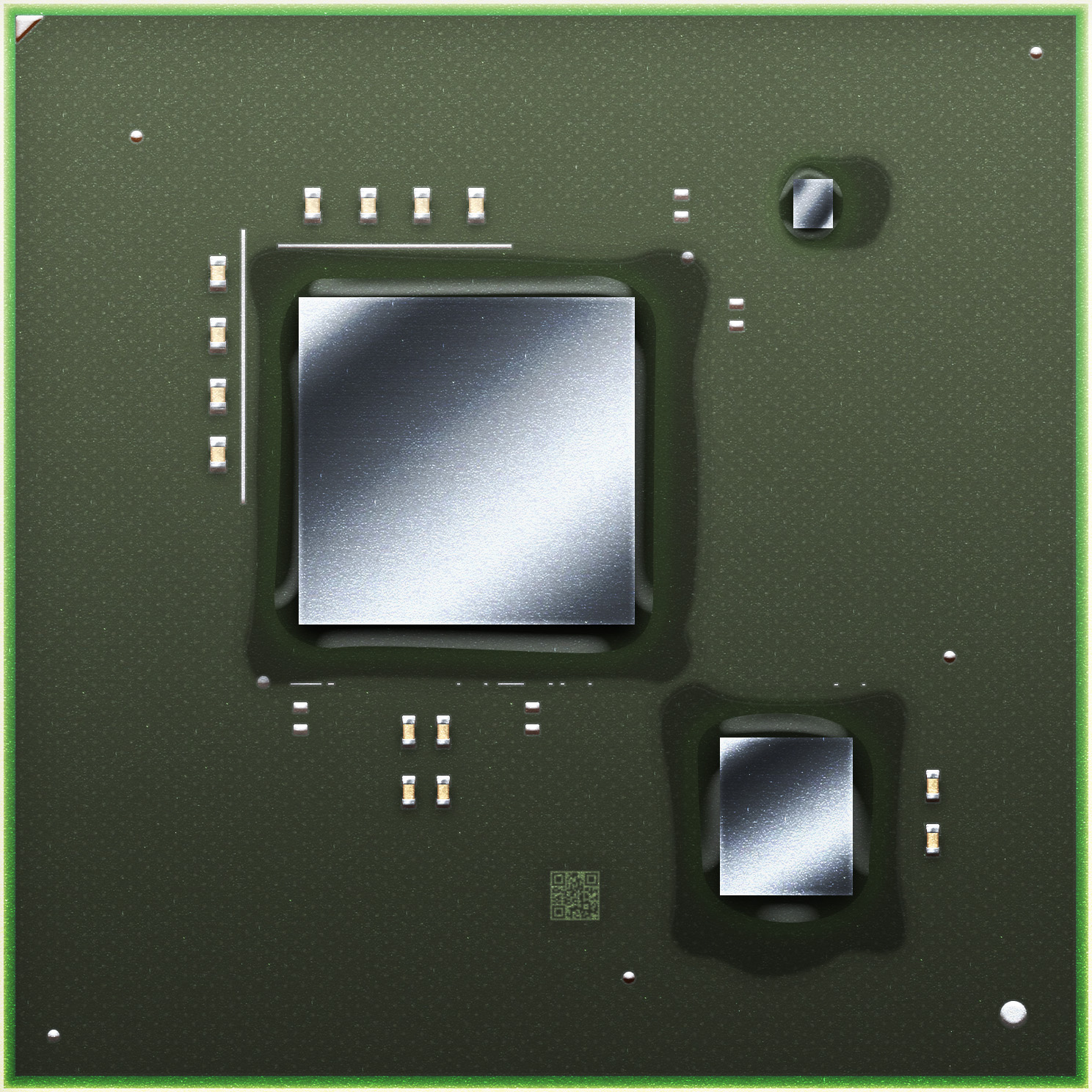
不含散熱器的Wii U多晶片模組示意圖。位於右下方較小的晶片是IBM製造的Espresso中央處理器。左上方的大型晶片是由AMD生產的圖形處理器，而右上角最小的晶片則是瑞薩製造的EEPROM晶片。

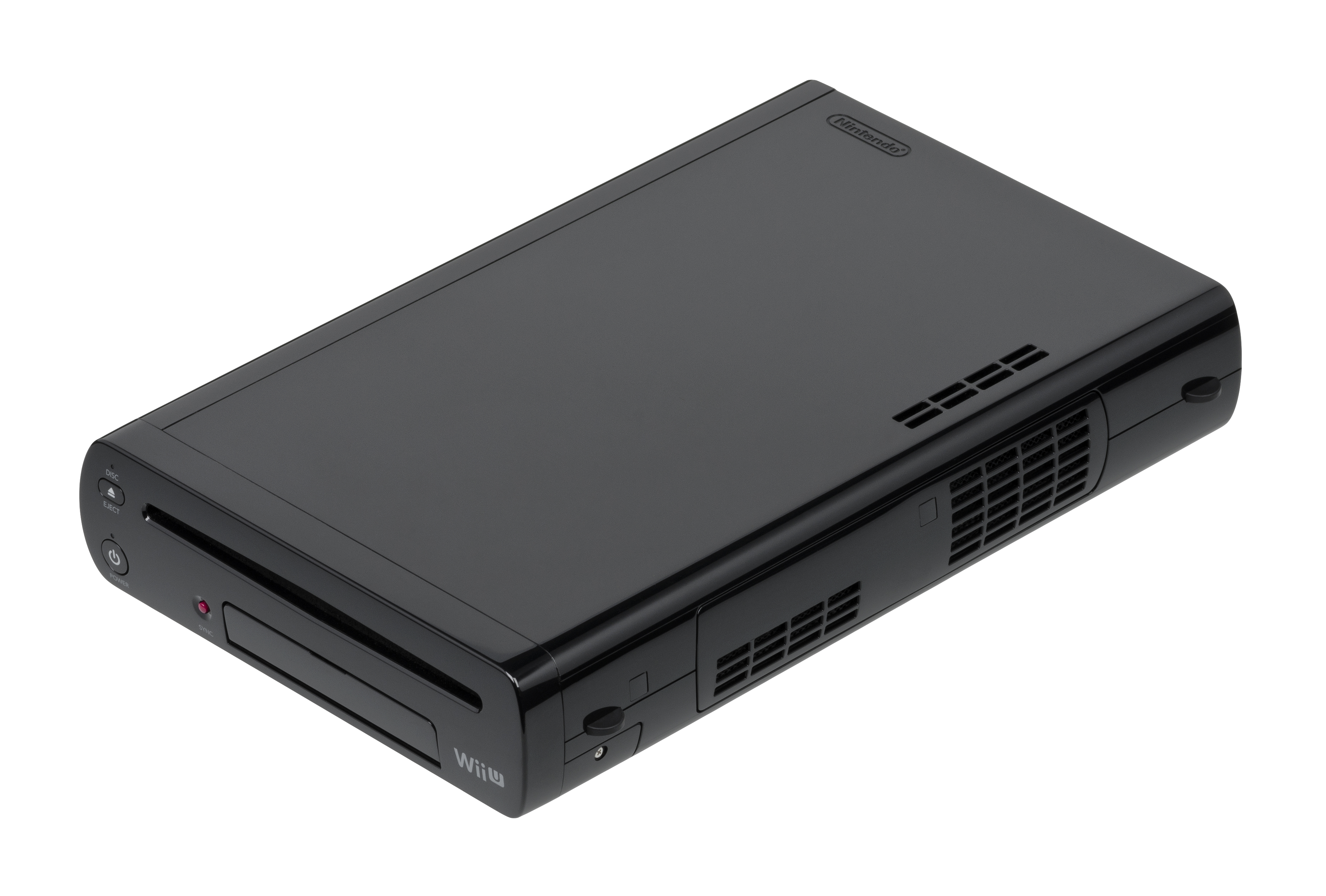
Wii U黑色主機（豪華版）

Wii U使用了由AMD、IBM和瑞薩電子與任天堂合作開發的特製多晶片模組（MCM），其結合了中央處理器（CPU）、圖形處理器（GPU）以及EEPROM記憶體控制器。代號為「Espresso」的中央處理器是由IBM設計，以PowerPC 750（與蘋果電腦PowerPC G3處理器系出同門）為基礎的三核心架構，時脈為1.24 GHz。IBM形容這是一款「全新的Power架構微處理器」，其採用多核心設計、45奈米製程生產，並包含了一個未知大小的eDRAMCPU快取。這款處理器是由IBM位於紐約州的300毫米半導體工廠生產製造。圖形處理器則由AMD設計，包括了一個含320个流处理器规格近于HD 4670的AMD Radeon High Definition處理器，以及34 MB的內建eDRAM快取，時脈為550 MHz。主機中另有一個次要特製處理器，但該處理器的工作內容用途並未公開，這些工作是在遊戲進行中或主機處於睡眠模式時於背景進行。主機內也包含了一個專門負責音訊處理的數位訊號處理器（DSP）模組。
Wii U內裝有2 GB DDR3系統記憶體，由四組512 MB DRAM晶片組成，最大頻寬為每秒12.8 GB，其中1 GB保留專供作業系統使用，遊戲軟體無法取用。Wii U的記憶體容量是Wii的20倍。圖形處理器也內含35 MB eDRAM快取記憶體。記憶體的設計架構讓中央處理器和圖形處理器都能存取主要的DDR3及eDRAM記憶體空間，因此無需再另外區分出兩種不同用途的記憶體空間。
主機內建的唯讀光碟機能以5x恒定角速度（CAV）讀取專用的高密度Wii U光碟（每層25 GB），其與藍光光碟的讀取方式類似，資料傳輸速度最高為每秒22.5MB。此外光碟機也具有向下相容能力，可以6x恒定角速度讀取Wii光碟。為了進一步增強光碟機的性能，Wii U與前代主機一樣都使用了Zlib解壓縮方式。目前未知光碟機是否能夠讀取雙層50 GB的Wii U光碟。主機內建8 GB（Basic）或32 GB（Premium/Deluxe）的快閃記憶體儲存空間，可透過連結SD卡或USB外接硬碟來擴充，最大可支援2 TB的容量。
Wii U具有802.11 b/g/n無線網路與乙太網路連線能力，並支援藍牙4.0，機身配置四個USB 2.0連接埠（主機前後各兩個），以及一個SD卡插槽（最高支援至SDHC卡）。此外並有額外的電源線連接埠可為Wii感應條提供電力。影像輸出支援1080p、1080i、720p、576i、480p和480i多種格式，透過HDMI 1.4和色差端子（與D端子）與電視連結，此外576i、480i（標準4:3和16:9寬螢幕）可透過AV端子（S端子、RGB SCART和D端子）傳送訊號。音訊輸出支援六個頻道的5.1聲道環繞音效以及立體聲。主機也支援輸出立體3D圖像和影片。

### 控制器
Wii U的主要控制器是Wii U控制器，每台主機最多可與兩台Wii U控制器連結。此外，主機也同時支援最多四支Wii遙控器（包括Plus、雙節棍控制器和傳統控制器）或Wii U Pro控制器。 主機亦支援Wii平衡器和其他所有的Wii官方週邊產品（例如方向盤或光線槍等）。《任天堂明星大亂鬥3DS/Wii U》的Wii U版附带了任天堂GameCube手柄和转接器，以满足核心玩家对操控的需求。

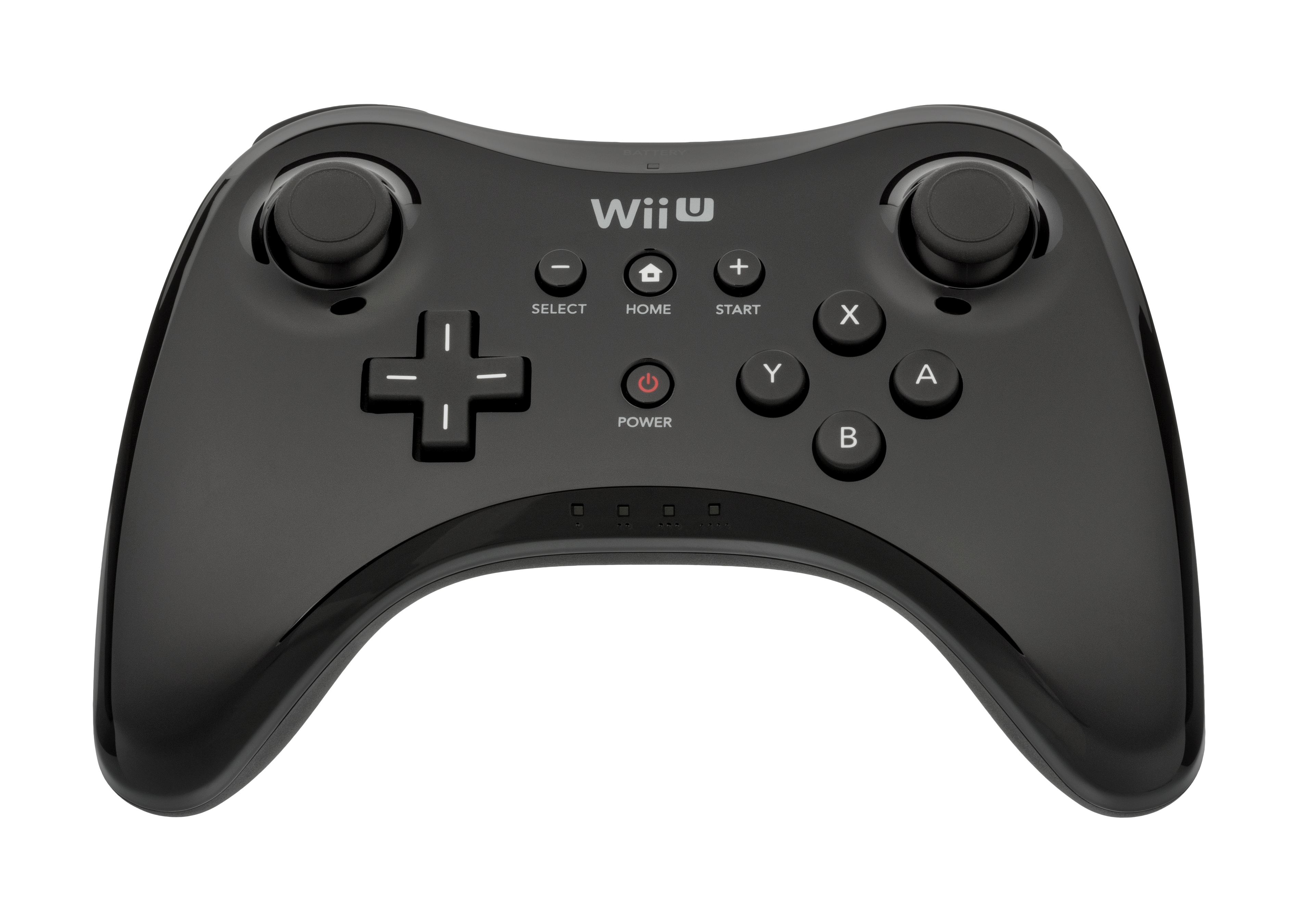
Wii U Pro控制器（黑色）

#### Wii U控制器

在2012 E3首次公開的Wii U最终版控制器。控制器的主要特色是有一個內建的觸控螢幕，可以成為電視螢幕上遊戲內容的補充或替代顯示器。

隨附在主機包裝內的Wii U控制器是Wii U主要的控制器。控制器正面配置有一個6.2吋（15.7公分）16:9的電阻式觸控螢幕，可作為遊戲內容的擴充功能顯示，亦可直接鏡像顯示電視上的遊戲畫面。控制器另內建一個正面相機鏡頭、麥克風、立體聲揚聲器和近場通訊（NFC）感應器。Wii U控制器內裝有九軸動作感應裝置，是由三軸加速規、三軸陀螺儀和三軸磁强计組成，並加入了震動機能。控制器內配置有一個可拆卸、可重複充電的锂离子电池，能儲存1500毫安時（mAh）的電力，一次充電約可讓控制器使用三至五小時。控制器重約500公克，尺寸為130 x 23 x 260釐米。Wii U控制器透過以IEEE 802.11n為基礎的方式與Wii U主機連結，最高頻率為5.2 GHz，並在技術上能支援無線網路延伸功能，可透過由博通和任天堂合作開發的專用通訊協定和軟體實現。Wii U控制器無法在舊款Wii主機上使用。

### 技術規格
處理器：
- CPU：IBM Power Architecture 多核心 45 nm 微型處理器，以IBM PowerPC750爲基礎而設計的[6][40]。
- GPU：定制的AMD Radeon HD[8] similar to the Radeon R700 chip[9]。

内存：
- 主内存：1GB
- 显存：1GB

儲存媒體：
- 內建快閃記憶體，可藉由SD記憶卡或USB外接硬碟擴充[7]
- 吸入式光碟機，支援12公分「專用高密度光碟片」（25 GB容量）[30][41]以及12公分Wii光碟片

連接埠和插槽：
- SD記憶卡插槽（支援SDHC記憶卡）
- USB 2.0 連接埠（前方兩個、後方兩個）
- 感應橫條電源埠
- 影音複合輸出埠
- HDMI 1.4輸出埠[42]

Wii U控制器：
- 內建三軸加速感應器和三軸陀螺儀
- 喇叭和麥克風
- 攝影機
- 紅外線感應條
- 6.2 吋（15.7 公分） 854×480 FWVGA 16:9 輕觸式螢幕
- 兩個類比搖桿和一個十字鈕
- 觸控筆
- 選擇（Select）、開始（Start）、主選單（Home）和電源按鈕
- A/B/X/Y 按鈕、L/R 按鈕和 ZL/ZR板機按鈕
- 控制器同步按鈕
- 藍牙
- 近場通訊/FeliCa
- 重量：500克

備註：Wii U也支援Wii遙控器、雙節棍控制器、傳統控制器和Wii平衡器。
視訊：
- 1080p、1080i、720p、480p或480i，標準4:3和16:9寬螢幕（anamorphic format）
- 複合輸出埠支援複合端子、YPBPR色差端子、S-端子（僅限NTSC遊戲機）、RGB SCART端子（僅限PAL遊戲機）和D-Terminal（僅限日本）
- HDMI 1.4輸出埠支援3D眼鏡[42]

音訊：
- 複合輸出埠，HDMI六聲道PCM線性輸出

## 發售日及定價
- 日本：2012年12月8日，26,250日圓（標準版，包5%銷售稅）及31,500日圓（豪華版，包稅）
- 美国：2012年11月18日，299.99美元（標準版，不包税）及349.99美元（豪華版，不包稅）

## 版本比較
- 豪華版套裝：黑色Wii U主機一部、Wii U控制器一個、HDMI連接線、AC充電器（Wii 和Wii U控制器）、充電直立架、Wii U控制器直立架、主機直立架（美版附送任天堂乐园）、Nintendo Network会员（將於2014年实行）
- 標準版套裝：白色Wii U主機一部、Wii U控制器一個、HDMI連接線、AC充電器（Wii 和Wii U控制器）

## 遊戲軟體
由於Wii U在硬體設計上與PlayStation和Xbox存在不少差異，造成第三方遊戲廠商開發意願低落，因此大多數的Wii U遊戲都是由任天堂自行開發。
例如藝電（EA）在2013年5月宣布撤回對Wii U主機的支援，並沒有任何正在開發的Wii U遊戲，但數日後又改變說法表示「我們正在為任天堂的主機製作遊戲，但數量與PlayStation和Xbox系統比起來要少上許多」。在2013年的E3上，Ubisoft宣布直到Wii U主機銷售數字增加以前，他們不會再推出任何Wii U主機的獨家作品，而該公司在不久後又宣稱他們依然是Wii U的「大支持者」，並計劃在2013年繼續推出多款Wii U遊戲。Bethesda Softworks在2013年7月表示他們沒有任何為正在Wii U開發的遊戲，公關與行銷副主席比特·海因斯（Pete Hines）解釋「這取決於我們正在製作的遊戲作品是否能符合主機的特色，也取決於主機的硬體能否配合我們正在開發的作品。」這段解釋在之後得到進一步的澄清，表示主要的因素其實是在主機的硬體性能。與其他公司不同的是，Activision表示他們會「竭盡所能」來支援Wii U主機，並會持續開發Wii U上的作品。
2017年3月3日與任天堂Switch同步推出的《薩爾達傳說 旷野之息》是任天堂在Wii U上推出的最後一款遊戲。

## 評價
在發售後，Wii U同時獲得了正反兩面的評價。影音俱樂部網站的約翰·泰堤（John Teti）認為Wii U是一款能吸引目光但缺乏重點的主機，他並舉例《任天堂樂園》是一款「概念為了服務科技而存在」的作品，單純只是為了展現主機的特色。Engadget的班·吉伯特（Ben Gilbert）雖然任天堂遵守諾言推出了一款「現代的高畫質遊戲主機」，但也有著一些嚴重的缺點和不成熟的概念：朋友名單（Friends List）和Miiverse之間令人混淆的連結、缺少其他主機普遍包含的功能（群組聊天、成就獎盃系統、播放媒體光碟等），以及遊戲控制器的電池僅能使用3.5小時，此外部分網路功能在上市時無法使用也讓他無法對Wii U作出完整的評價。TechRadar讚揚了Wii U控制器的功能以及高解析度的畫質，但也對控制器電池使用時間過短作出批評，並質疑在上市期間能刺激主機銷售量的遊戲作品太少。部分遊戲業界的人物認為Wii U並不算是第八世代的遊戲主機，而硬體能力則是主要的理由之一。美國任天堂營運長雷吉·菲尔斯-埃米則指出Wii在2006年推出時也有類似的評論出現。

### 銷售成績
| 日期           | 日本 | 美國 | 其他 | 總計 | 增加   |
| -------------- | ---- | ---- | ---- | ---- | ------ |
| 2012年12月31日 | 83   | 132  | 90   | 306  | 不適用 |
| 2013年3月31日  | 92   | 152  | 101  | 345  | 12.7%  |
| 2013年6月30日  | 101  | 158  | 102  | 361  | 4.6%   |
| 2013年9月30日  | 115  | 175  | 101  | 391  | 8.3%   |
| 2013年12月31日 | 175  | 261  | 149  | 586  | 49.8%  |
| 2014年3月31日  | 181  | 281  | 156  | 617  | 5.2%   |
| 2014年6月30日  | 187  | 308  | 173  | 668  | 8.2%   |
| 2014年9月30日  | 197  | 343  | 188  | 729  | 9.1%   |
| 2014年12月31日 | 230  | 445  | 246  | 920  | 26.2%  |
| 2015年3月31日  | 233  | 465  | 256  | 954  | 3.6%   |
| 2015年6月30日  | 248  | 485  | 268  | 1001 | 4.9%   |
| 2015年9月30日  | 266  | 521  | 287  | 1073 | 7.1%   |
| 2015年12月31日 | 308  | 610  | 342  | 1260 | 17.4%  |
| 2016年3月31日  | 313  | 620  | 347  | 1280 | 1.5%   |
| 2016年6月30日  | 321  | 629  | 353  | 1302 | 1.7%   |
| 2016年9月30日  | 330  | 641  | 365  | 1336 | 2.6%   |
| 2016年12月31日 | 334  | 649  | 373  | 1356 | 1.4%   |

截至2017年3月，Wii U全球銷量已經超過1,356萬台。
根據NPD Group，Wii U在美國上市首周任天堂就將第一批庫存的400,000台主機全部售出，整個11月總計售出425,000台主機。而英國上市的第一個週末總計銷售量為40,000台。在日本，2012年12月間總計售出超過600,000台Wii U。根據NPD Group,，Wii U主機在美國上市後的41天間總計售出890,000台。在2013年4月至6月間的銷售量為160,000台，比起前三個月（2013年1月至3月）的銷售量下滑了51%。
2013年1月Wii U在美國的銷售量為57,000台。相較之下，上一代的Wii在2007年1月售出了435,000台，同樣也是上市後兩個月的時間點。由於Wii U在美國和其他地區的銷售量低於預期，因此任天堂將2013財政年度的銷售預測降低了17%，從550萬美元調降至400萬美元；Wii U最後在該財政年度總共賣出350萬台。在2013年7月末，沃爾瑪在英國的子公司ASDA，同時也是該國第二大的連鎖量販店，宣布他們並沒有銷售Wii U主機的計劃，但依然會銷售Wii U的部分遊戲。而許多遊戲零售商則持續強調他們對Wii U主機的支持，英國連鎖遊戲商店Game表示「我們完全支持所有的任天堂產品，包括Wii U」。

### 停產
2016年11月，任天堂日本更新了Wii U的页面，并表示Wii U的日版将会在近期停产。2017年1月31日，任天堂宣布正式在全球停產Wii U。
2024年4月9日，任天堂終止了Wii U的線上遊玩及e-shop線上購物服務。同年7月3日，任天堂宣佈Wii U及週邊設備已經終止官方維修服務，原因是更換必須的零件數量不足。